# Grallaria atuensis
El tororoí leonado sureño (Grallaria atuensis), también denominado gralaria de Atuén, es una especie de ave paseriforme de la familia Grallariidae, perteneciente al numeroso género Grallaria. Es endémica de Perú.

## Distribución y hábitat
Se distribuye en los Andes centrales del norte de Perú al sur del río Marañón, en el sur del departamento de Amazonas y este de La Libertad.
Los hábitats naturales de esta especie son los bosques enanos y páramos, en las regiones donde predomina la vegetación no muy alta, hierbas y arbustos aislados, especialmente cerca de lagos y áreas pantanosas; con frecuencia se aventura en el abierto, inclusive con amplia luz diurna. Entre los 2200 y 4500 m de altitud, principalmente por arriba de los 2800 m.

## Sistemática

### Descripción original
La especie G. atuensis fue descrita por primera vez por el ornitólogo estadounidense Melbourne Armstrong Carriker en 1933 bajo el nombre científico de subespecie Grallaria quitensis atuensis; la localidad tipo es: «Atuén, 12,000 pies [c. 3660 m], Amazonas, Perú».

### Etimología
El nombre genérico femenino «Grallaria» deriva del latín moderno «grallarius» que significa ‘que camina sobre zancos’; ‘zancudo’; y el nombre de la especie «atuensis», se refiere a la localidad tipo: Atuén, Amazonas, Perú.

### Taxonomía
La presente especie y el totoroí leonado norteño (Grallaria alticola) eran tratadas como subespecies del tororoí leonado (Grallaria quitensis), pero las clasificaciones Aves del Mundo (HBW) y Birdlife International (BLI) ya las consideraban especies separadas, con base en diferencias morfológicas, de plumaje y vocales, lo que fue reconocido más recientemente por otras clasificaciones.  Es monotípica.
Las principales diferencias apuntadas por HBW para justificar la separación de G. quitensis y de G. alticola son: la coloración general más oscura y un característico moteado blanco por abajo; y un llamado muy diferente (un comienzo largo y espinoso seguido de un silbido arrastrado versus un comienzo modulado seguido de un silbido arrastrado en G. quitensis, y un silbido arrastrado suave en G. alticola, con una gama de frecuencias menor, frecuencia máxima menor y duración más larga de las notas.